# آدم كوهن (كيميائي)
آدم كوهن (بالإنجليزية: Adam Cohen)‏ هو كيميائي أمريكي، ولد في 1979.